# Hargs tallparks naturreservat
Hargs tallparks naturreservat är ett naturreservat i Östhammars kommun i Uppsala län.
Området är naturskyddat sedan 1955 och är 6 hektar stort. Reservatet består av barrskog med grovstammiga tallar.